# Filip 2. af Spanien
Filip 2. (21. maj 1527–13. september 1598) konge af Spanien 1556–1598, blev født i Valladolid som eneste søn af Kejser Karl 5. og Isabella af Portugal. Fra sin fader arvede han Huset Habsburgs besiddelser i Italien, Nederlandene og Spanien, samt kolonierne i "den nye verden".
Efter at hans første hustru, Maria Manuela af Portugal, døde giftede Filip sig i 1554 med Maria 1. af England (den blodige) og delte med hende regeringen af England. Efter Marias død i 1558 giftede Filip sig først med Elizabeth af Frankrig og siden med Anna af Østrig. Filips mission blev at forene kristenheden under den katolske kirke og under spansk lederskab, hvorfor han satte sig i spidsen for kampen mod protestantismen. Han støttede den spanske inkvisitions barske metoder og søgte at knuse Ane protestantismen først i den sydlige del af Europa og siden i England og Frankrig.
Hans ældste søn, den tilsyneladende utilregnelige prins Karl (Don Carlos), arresteredes 1568 for påståede kupplaner og døde under mystiske omstændigheder i fængslet.
Efter at Johan af Østrig (24. februar 1547 – 1. oktober 1578), Filips halvbror og ligeledes søn af Karl V, havde vundet en strålende søsejr ved Lepanto i Grækenland d. 7. oktober i 1571 over de osmanniske tyrkere, brød Filip den tyrkiske dominans i Middelhavet. I 1580 lykkedes det Filip at erobre Portugal, men efter den spanske armadas nederlag til England i 1588 var det slut med det spanske verdensherredømme. De sidste 10 år af Filip 2.'s liv var en politisk og økonomisk nedtur for Spanien.
| P                            | I                                 | II                             | III                                                |
| ---------------------------- | --------------------------------- | ------------------------------ | -------------------------------------------------- |
| Proband: Filip 2. af Spanien | Far: Karl 5. (Tysk-romerske rige) | Farfar: Filip 1. af Kastilien  | Farfars far: Maximilian 1. (Tysk-romerske rige)    |
| Proband: Filip 2. af Spanien | Far: Karl 5. (Tysk-romerske rige) | Farfar: Filip 1. af Kastilien  | Farfars mor: Maria af Burgund                      |
| Proband: Filip 2. af Spanien | Far: Karl 5. (Tysk-romerske rige) | Farmor: Johanne den Vanvittige | Farmors far: Ferdinand 2. af Aragonien             |
| Proband: Filip 2. af Spanien | Far: Karl 5. (Tysk-romerske rige) | Farmor: Johanne den Vanvittige | Farmors mor: Isabella 1. af Kastilien og Aragonien |
| Proband: Filip 2. af Spanien | Mor: Isabella af Portugal         | Morfar: Manuel 1. af Portugal  | Morfars far: Ferdinand, hertug af Viseu            |
| Proband: Filip 2. af Spanien | Mor: Isabella af Portugal         | Morfar: Manuel 1. af Portugal  | Morfars mor: Beatriz af Portugal                   |
| Proband: Filip 2. af Spanien | Mor: Isabella af Portugal         | Mormor: Maria af Aragonien     | Mormors far: Ferdinand 2. af Aragonien             |
| Proband: Filip 2. af Spanien | Mor: Isabella af Portugal         | Mormor: Maria af Aragonien     | Mormors mor: Isabella 1. af Kastilien og Aragonien |